# Pharos (cratère)
Pour les articles homonymes, voir Pharos.
Pharos est un cratère situé sur Protée, un des satellites naturels de Neptune. Il mesure 230 kilomètres de diamètre, à comparer aux 400 kilomètres de diamètre du satellite.